# Velika Kladuša
Velika Kladuša községközpont Bosznia-Hercegovinában, a Bosznia-hercegovinai Föderáció Una-Szanai kantonjában.

## Fekvése
Bosznia-Hercegovina északnyugati részén, Bihácstól légvonalban 41, közúton 60 km-re északra, horvát határ mellett fekszik. A község délen az Una-Sana kantonhoz tartozó Bužim és Cazin községekkel, nyugaton, északon és keleten pedig a Horvát Köztársasággal, azaz Cetingrad, Vojnić, Topuszka, Glina és Dvor községekkel határos. 1991-ben a településen 52 908 lakos élt, míg a község területe 331,55 km2 volt, amivel Velika Kladuška község Bosznia-Hercegovina egyik legsűrűbben lakott területe. Közigazgatásilag a község területe 14 helyi közösségre tagolódik.

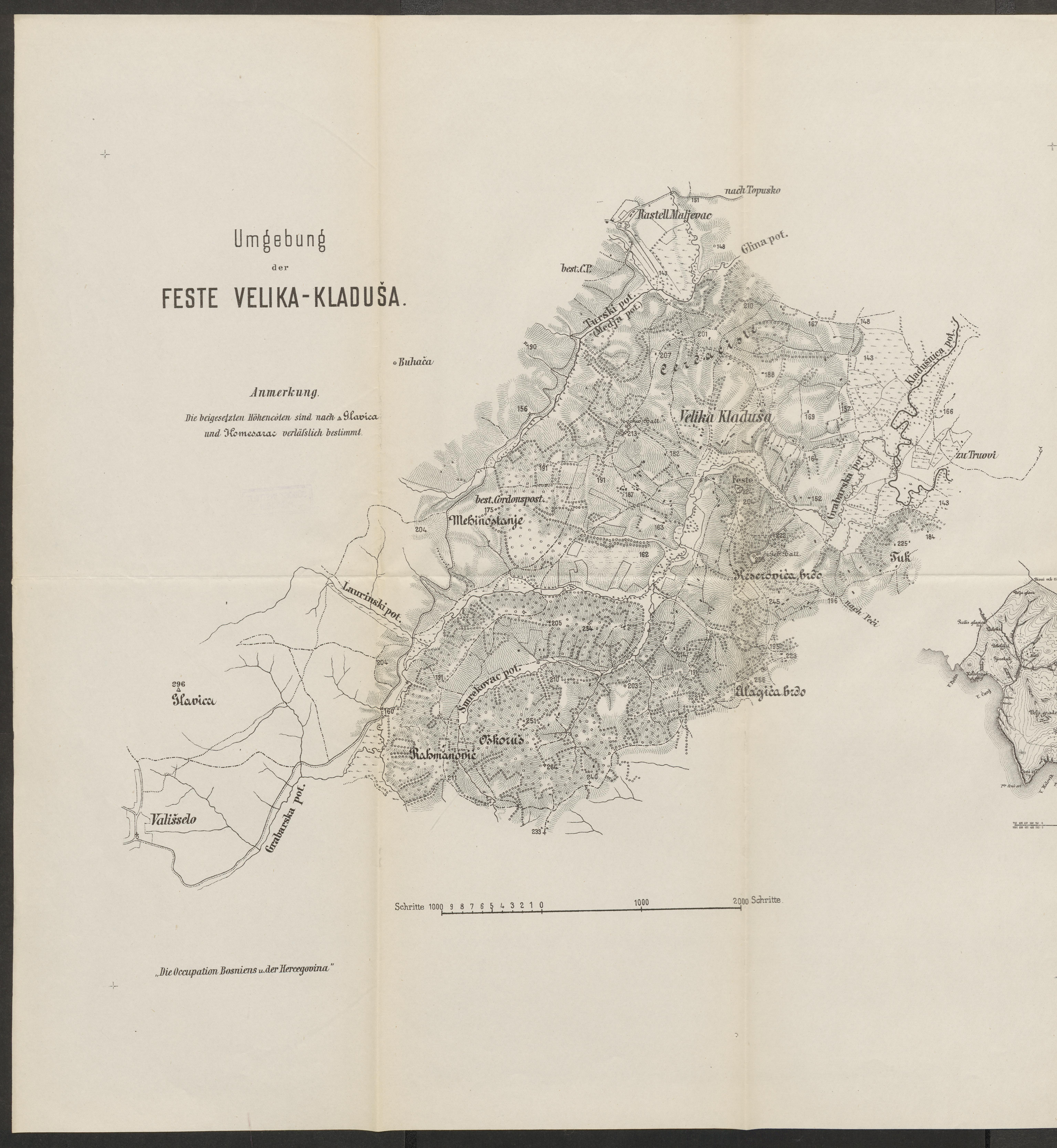
Velika Kladuša környéke - térkép 1879-ből

Velika Kladuša földrajzi elhelyezkedése nagyon fontos lakossága, az Una-Sana kanton és Bosznia-Hercegovina egésze számára. Területén halad át az M4.2-es autópálya, amely délen a kanton központjával, északon pedig a horvátországi gazdasági központokkal köti össze. Velika Kladusa község földje földrajzi helyzetét, éghajlati és hidrológiai viszonyait, geológiai és talajtani jellemzőit tekintve a település fejlődésének egyik legfontosabb tényezője. A teljes földterület legnagyobb része - 22 375 hektár, vagyis a teljes terület 67,48%-a mezőgazdasági terület. Az 1980-as évek elején fennállása történetében a község a legnagyobb gazdasági fellendülést érte el. Ezalatt a község egyenletes gazdasági fejlődése valósult meg, mivel a tekintélyes biológiai, mezőgazdasági és feldolgozóipari termeléssel az "Agrokomerc" d.d. mezőgazdasági-élelmiszeripari kombinát gazdasági kapacitásai gyakorlatilag minden helyi közösség területén kiépültek. Minden bizonnyal hozzájárult Velika Kladusa fejlódéséhez a "Saniteks" d.d. textilipari, és a "Grupex" d.d. betonszerkezetek építésével és gyártásáva foglalkozó nagyvállalat. A nemfémes és fémes ásványi nyersanyagok előfordulását, lelőhelyét az eddig elvégzett földtani vizsgálatok határozták meg. A nemfémes ásványi nyersanyagok közül a legjelentősebb lelőhelyek a barit (1948 óta intenzív kitermelés), a mészkő és a dolomit. A község területén a fém ásványi nyersanyagok feltárása és kitermelése nem megfelelő, bár a becslések szerint a mangánlelőhelyek ezen a területen a legnagyobbak közé sorolhatók Európában. A település gazdasága szempontjából nem elhanyagolható a többi természeti erőforrás sem, amelyekben ez a terület bővelkedik: a folyó- és termálvizek, valamint a 9057 hektárnyi, vegyesen bükk, tölgy és szelídgesztenye erdővel borított erdőterület.

## Népessége
| Nemzetiségi csoport | Népesség 1991 | Népesség 2013 |
| ------------------- | ------------- | ------------- |
| Szerb               | 540           | 39            |
| Bosnyák             | 5391          | 3412          |
| Horvát              | 186           | 140           |
| Jugoszláv           | 586           | 6             |
| Egyéb               | 199           | 180           |
| Összesen            | 6902          | 4520          |

## Története

### Középkor
Velika Kladuša, (latinul Cladussa; korábban Donja Kladuša, megkülönböztetve a Mala Kladusától, amely Gornja Kladuša volt) a Kladušnica mellékfolyója, a Graborska folyó jobb partja feletti dombon jött létre. Kladušát először 1280-ban említik. Régészeti kutatások alapján a középkorban itt egy kerek védőtorony létesült, mely mellé kutat, köréja pedig várfalat építettek. Az erőd a blagaji Babonić grófoké volt. 1314-től blagaji Babonić Radoslav bán volt tulajdonosa. Ezután Šimun Kladuškinak, Juraj Kladuški fiának (1433) a birtoka volt, akinek a felesége Dorothea, Balša Hercegović lánya és Hrvoje Vukčić Hrvatinić herceg unokája volt (done Dorathee filie Balse olim filii ducis Cheruoie et consortis Simonis filii Georgii de Cladusa).

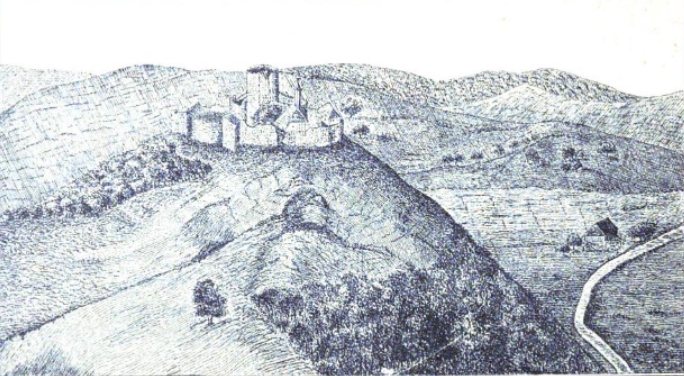
Nagykladusa vára - metszet Radoslav Lopašić, Bihać i Bihaćka krajina című 1890-ben megjelent művéből

1464-ben a kladušai birtok felét Frangepán Márton horvát nemes, másik felét 1470-ben laki Tuz János magyar főúr vásárolta meg. Amikor laki Tuz Zsófia 1507-ben feleségül ment Frangepán Mátyáshoz, Kladuša egésze 1572-ig Frangepán család birtoka lett. Kladuša 16. század közepéntől egyre inkább ki volt téve az oszmánok támadásainak.

### A török uralom
Malkocs bég 1558-ban felgyújtotta Kladušát, amely ezután majd fél évszázadon át elhagyatott volt. Az oszmánok 1633-ban el is foglalták Kladušát. Kibővítették a várat és sáncokkal vették körül. Kladuša ekkor az osztrozsáci kapitányságához tartozott. A Frangepán Kristóf terzsáci gróf 1641-es jelentése szerint itt élt Mujo Hrnjica harámbasa testvérével, a híres Mustafa Kozličić harámbasával, akiről mai is népdalokat énekelnek. A helyőrség a várban 1790-ig 120 katonából állt. Cetina eleste után a Cetina legénysége 72 katonával ide költözött. Az utolsó dizdar Kladušában Huseinaga Alagić volt, akinek ősei több mint 150 évig viselték a dizdari rangot. A várnak 1833-ban már csak 5 ágyúja volt. 1835 októberében Kladuša vára alatt a Muratbeg Beširović osztrozsáci kapitány vezette török sereg csatát vesztett a károlyvárosi császári parancsnok vezette Habsburg haddal szemben. Az utolsó lázadás Kladušan az 1878-as osztrák-magyar megszállással szemben bontakozott ki. Az 1879-es népszámlálás szerint a településnek 277 háza volt 1733 lakossal, 1910-ben pedig 516 ház volt 2157 (főleg muszlim) lakossal.

### A jugoszláv időszak
A második világháború idején Velika Kladuša és vidékének lakossága többnyire a jugoszláv partizánok oldalán harcolt. Az emberek ebben a régióban mindig erős támogatói voltak Josip Broz Tito jugoszláv elnöknek és a kommunizmusnak. 1950 májusában, amikor kitört a cazini felkelés, egy fegyveres államellenes lázadás Velika Kladuša nagy parasztlázadás színhelye volt. Az esemény leginkább a szomszédos Cazint, valamint Szluint érintette, amelyek akkoriban a kommunista Jugoszlávia részei voltak. A parasztok a jugoszláv kormány erőszakos kollektivizálása és kollektív gazdaságai ellen lázadtak fel. Az 1949-es aszály után a jugoszláv parasztok nem tudták teljesíteni a kormányuk által meghatározott irreális kvótákat, ezért megbüntették őket. Az aszályt követő lázadás leverése a felkelés szervezőinek, de sok ártatlan civilnek is a meggyilkolásához és üldözéséhez vezetett. Ez volt az egyetlen parasztlázadás a hidegháborús Európa történetében.
A jugoszláv szocializmus korában a település a Jugoszláv Szocialista Szövetségi Köztársaság egyik legnagyobb élelmiszeripari vállalatának, az Agrokomercnek a központja lett. A vállalat egyetlen élelmiszer-termelő gazdaságként indult, és a termelés csúcspontján becslések szerint a dolgozók létszáma 13 000 alkalmazottra nőtt. Agrokomerc Velika Kladušát és a környező régiókat az ország egyik leggazdagabb településévé tette.

### A boszniai háború

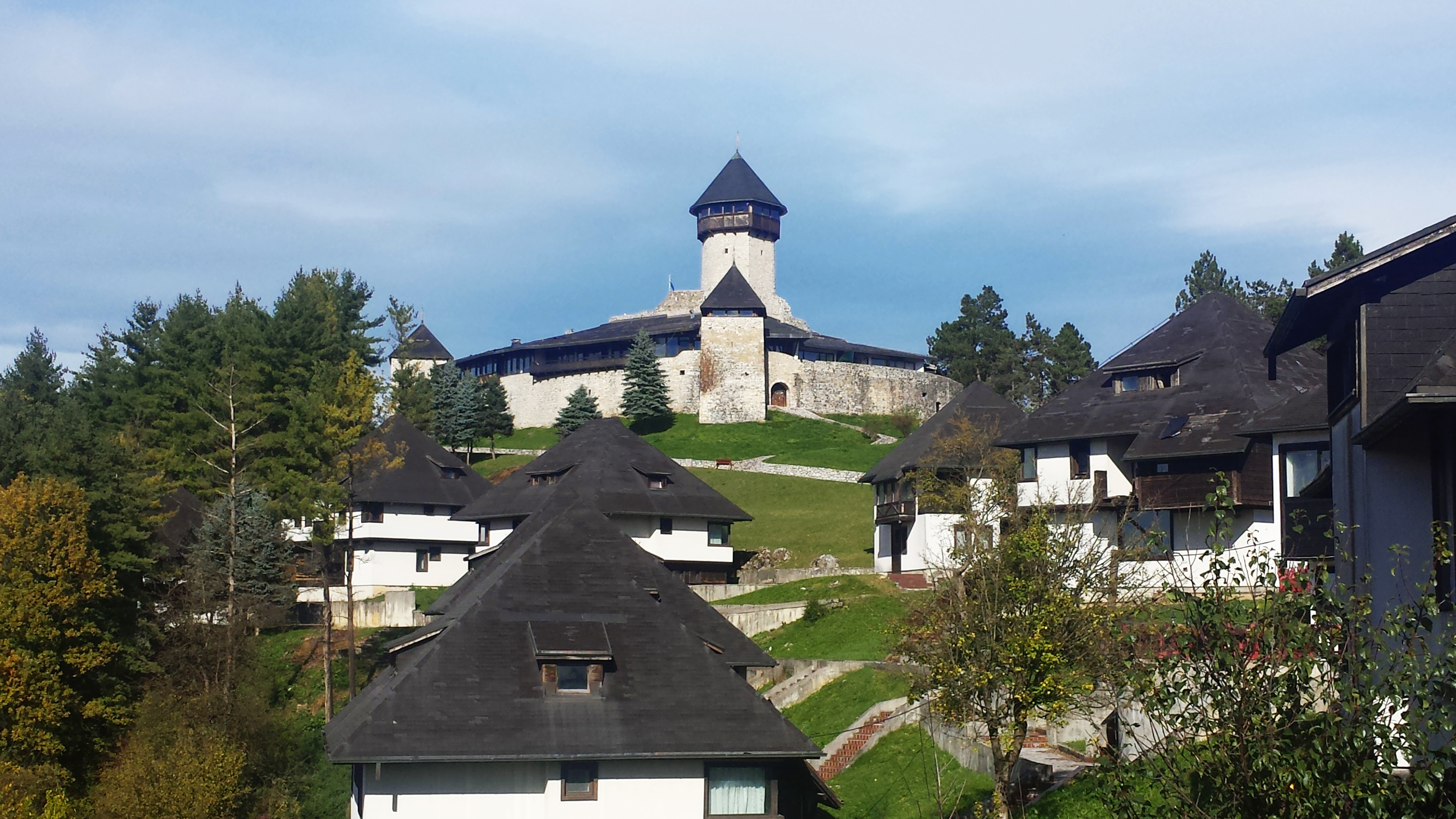
A vár látképe

1993. szeptember 29-én Velika Kladušában Fikret Abdić vette át a hatalmat és létrehozta az ún. Nyugat-boszniai Köztársaságot. Az új állam kikiáltása alkotmányellenes és törvényellenes volt, amely ellentmondott a Bosznia-Hercegovinai Köztársaság alkotmányának. Az alkotmányos rend megsértése miatt RBiH képviselőjét kizárták a Bosznia-Hercegovinai Köztársaság elnökségéből.
Abdić háborús gazdasági modellje nagyon egyszerű volt: fizetési eszközként a német márkát választotta. A korábbi, Slobodan Miloševićcsel és Franjo Tuđmannal kötött megállapodás részeként megállapodást kötött Radovan Karadžićtyal és Mate Bobannal is. A „Közös Nyilatkozatot” Mate Bobannal 1993. október 21-én Zágrábban, Franjo Tuđman jelenlétében írta alá Fikret Abdić. Ezzel a dokumentummal személyes preferenciáik szerint osztották fel Bosznia-Hercegovinát. Boban később azt nyilatkozta, hogy a bihácsi körzet HVO egységei csatlakoztak a honvédelmi erőkhöz. Egy nappal később, 1993. október 22-én, a Bobannal kötött megállapodás aláírása után Fikret Abdić Belgrádba utazott, és Slobodan Milošević jelenlétében Radovan Karadžićtyal aláírta a mindkét felet békére kötelező nyilatkozatot. E megállapodások megerősítéseként és a sikeres együttműködés folytatásaként 1993. november 7-én Velika Kladušán került sor a három önjelölt állam elnöki találkozójára: Jadranko Prlić, Vladimir Lukić és Zlatko Jušić között. Abdić különleges partneri státuszt, valamint a fiumei vámmentes zóna használatának jogát kapta meg a horvát hatóságoktól. A horvátországi és külföldi kereskedelmet a horvát hatóságok jóváhagyásával a zágrábi „Voće” cégen keresztül bonyolították le.
Abdić ezután táborokat nyitott az autonómia ellenzőinek, a Bosznia-Hercegovinai Köztársasághoz hűséges bosnyákoknak. Nyugat-Bosznia honvédelmét a szerb titkosszolgálatok és az állambiztonság szervezte meg. Slobodan Milošević peréban, miután nyilvánosságra került egy videó, amelyen a „Skorpiók” megkötözött bosnyák fiúkat és fiatalembereket gyilkolnak, világossá vált, hogy a szerbek a leghírhedtebb szerb bűnözők vezetésével részt vettek a félkatonai egységek vezetésében. E bűncselekmények miatt Fikret Abdićot bűnösnek találták, és Horvátországban, a károlyvárosi bíróság előtt a lehető legmagasabb börtönbüntetést kapta, amit a horvát legfelsőbb bíróság is megerősített.

#### A Pók hadművelet
A nyugat-boszniai védelmi erők a szerb különleges egységgel együttműködve részt vesz a „Pók” fedőnevű hadműveletben, amely döntően a Cazinska Krajina területén zajlott. A nyugat-boszniai hadsereg elleni harchoz fegyverek, lőszerek, olaj és egyéb stratégiai nyersanyagok, valamint haderő formájában a jelentős segítséget kapott a megszállt szerb területektől. Hogy mennyire jelentős volt Abdić államának megalakulása Szerbia számára, jól látszik abból, hogy az RSK területén, az APZB-vel határos határ mentén (az Una folyón túl) Šamarica faluban egy speciális főhadiszállást alakítottak ki Abdić támogatására. A vezérkar vezetője Jovica Stanišić, helyettese Frenki volt, de velük volt Mile Novaković szerb tábornok is. Fikret Abdićnak Simatović és Stanišić nyújtott segítségét, akik szállították a háborúhoz szükséges felszerelést Arkan Tigriseitől.

#### Az autonómia felszámolása
A Bosznia-Hercegovinai Föderációról, valamint a bosnyákok és horvátok szövetségéről szóló megállapodás válságba hozta Abdić Nyugat-boszniai Köztársaságát. Amikor 1994. augusztus közepén a Bosznia-Hercegovinai Hadsereg 5. hadtestének egységei Atif Dudaković tábornok parancsnoksága alatt bevonultak Velika Kladušába, Fikret Abdić Horvátországba menekült. Rövid idő után azonban visszatért, és Martić szerb lázadói segítségével elfoglalta Velika Kladušát, majd kikiáltotta a Nyugat-boszniai Köztársaságot. A horvát hadsereg 1995-ös Vihar hadművelete után, amikor a horvátországi szerb szakadár állam összeomlott, Bosznia-Hercegovina hadserege pedig kiszorította Abdićot Cazinska Krajinából.

## Oktatás
- Velika Kladuša községben 10 központi általános iskola és 21 négyosztályos körzeti iskola működik, összesen 5578 tanulóval. Az általános iskolákban összesen 382 alkalmazott dolgozik.

- Középiskolák: a községben egy általános gimnázium és két vegyes középiskola van, összesen 2224 tanulóval, és 142 alkalmazottal.

- Óvodai nevelés: a községnek egy óvodája van, 95 gyermekkel és 19 dolgozóval.

## Kultúra
- A Zuhdija Žalić Kulturális és Oktatási Központban van egy 250 férőhelyes moziterem, egy 11700 kötetes könyvtár, valamint egy művészi festmények és alkalmi kiállítások állandó kiállításának céljára szolgáló kiállítóterem.

- A Központban működikA KUD „Tono Hrovat” 150 taggal, a városi női kórus, valamint egy színjátszó és tánc szekció.

- A helyi közösségében működik a KUD „Vrnograč Vrnograč”, több mint 80 taggal. A kulturális és művészeti társaságok az amatőrizmus fejlődésének fő hordozói a kultúra területén.

- Szintén említésre méltó a bosnyák kulturális közösség „Preporod” – Velika Kladuša társaság tevékenysége.

## Sport
A főbb sportegyesületek: NK „Krajišnik”, NK „Mladost” (MZ Vrnograč), FC ABC (MZ Podzvizd); a „Krajišnik” kosárlabdaklub (férfi és női csapatok), a „Saniteks”, és a  "Február 23." karateklub, a „Krajišnik” lovasklub, a „Polet” Šumatac sportklub. 

## Nevezetességei
- Nagykladusa (vagy Alsókladusa) várának helyén már az őskorban is erődítmény állt. Ezt bizonyítják az 1975-ös és 1981-es ásatások során Branka Raunig által talált őskori cseréptöredékek.[11] A hagyomány szerint a vár első birtokosa egy Kladar nevű ember volt, akinek több vára is volt a környéken és akiről a település a nevét is kapta. A középkori várat valószínűleg a Babonić család építtette. Legrégibb része a belsővár, melyet magas, kör alakú védőfallal vettek körül, a falak mögötti részt pedig teljes magasságig földdel töltötték fel, mely által áttörhetetlen lett, ráadásul a teljes területe ágyútoronyként szolgált. Ennek egyik oldalára egy erős tornyot építettek. A belsővárat övező külső várfalak 1633-ban a törökök építették, itt állt a régi dzsámi is. A belső várat valamikor az 1980-as években szállodává alakították át, mely során a régi vár sok részlete elpusztult. A külső várból mára semmi sem látható, mert teljesen lefedték. A belsővár udvarát lebetonozták. Ennek magját a hengeres torony képezi, oldalt pedig egy négyszögletes palota állt.[12]

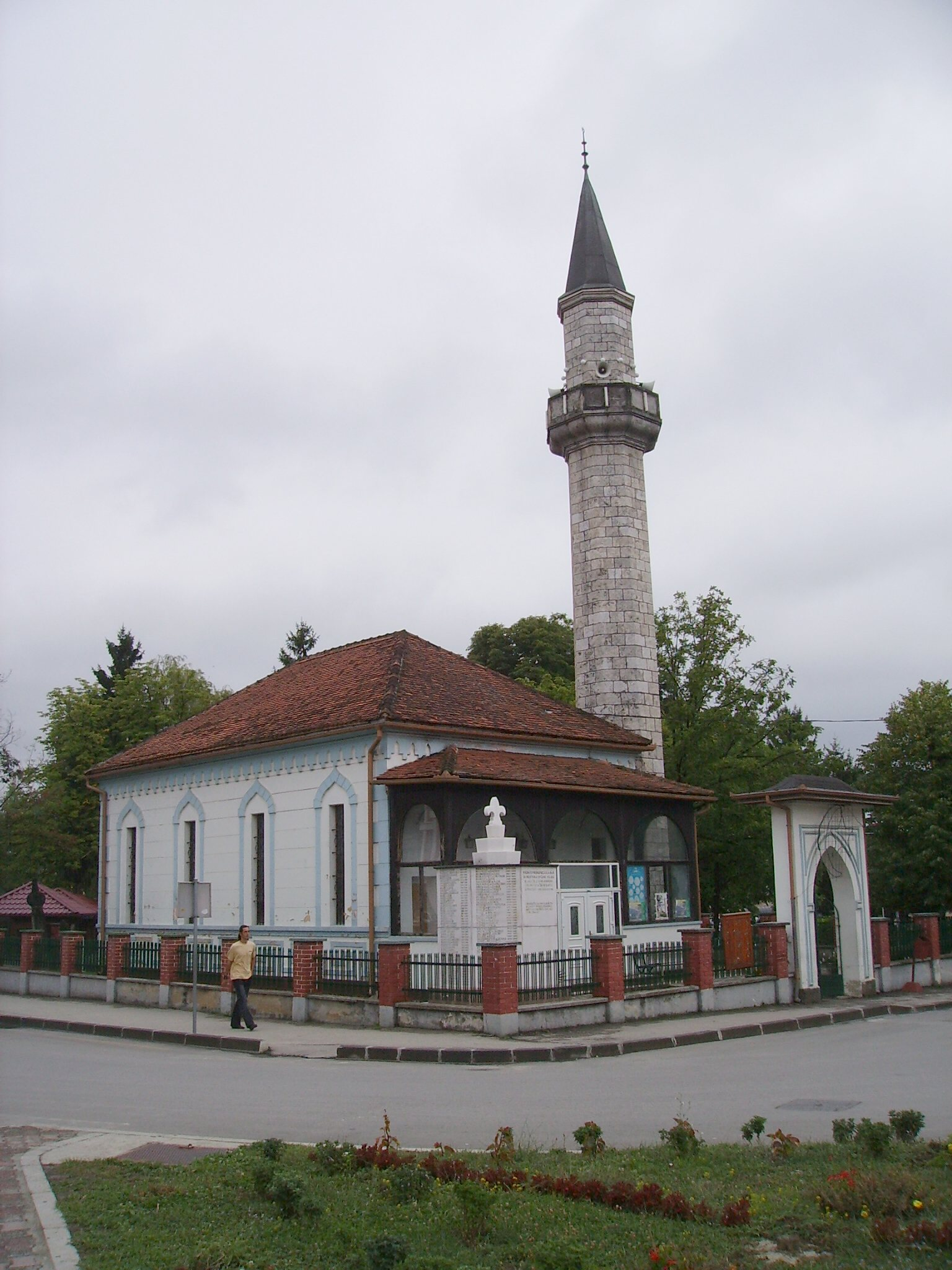
A velika kladušai mecset

- A Crkvina nevű helyen római kori épületek és középkori templom maradványai találhatók. A Kladušnica-patak bal partján egy hosszúkás épület alapfalait ásták ki, melyet a neves horvát történész Radoslav Lopašić az 1334-es zágrábi statútumban említett Szent Márton templom és egy római katonai épület alapjaiként azonosított. Az itt talált téglákon az „L XIII g” jelölés látható, mely a 2. század elején Pannonia Superior tartományban, azon belül Sisciában állomásozott „Legio XIII gemina” jele volt. Ezeken kívül csontok, kőlapok, majd 1961-ben egy arany pecsétgyűrű is előkerült innen. A helyi hagyomány a lelőhelyet „grčka crkvának” azaz görög templomnak ismeri.[11]

- A település első mecsetét a török hódítást követően a várban építették. A második mecset 1901. szeptember 27-én épült fel a hívek felajánlásaiból, a bihácsi kerületi kormányzó, valamint a cazini elöljáró támogatásával. Az osztrák-magyar közigazgatás nevében az építkezést Bakhti regionális vezetője, Atif Omar Bahtijarević segítette, amint azt a török nyelvű felirat is bizonyítja. A helyiek elmondása szerint a mecset a köveit három évig különleges primorjei mesterek faragták. A minaret kőből épült, amelyen 20 mm vastag vasat fúrtak át. Az építkezés során a követ ólommal töltötték fel, ezért ennek a mecsetnek van az egyik legerősebb minaretje. A mecset alapvetően téglalap alakú, mérete 16,25 x 9,30 m, a minaret a délnyugati oldalán áll. Az alsó zónában a homlokzatot geometrikus díszítőelemek gazdagítják – 10 cm széles spirális díszítés, amely a tornácos bejárati rész kivételével a teljes homlokzaton végighúzódik, és az ablaknyílások ritmusát követi. Ez a dísz, valamint a mecset egyéb díszítőelemei a fal alapszínétől eltérő tónusúak. A homlokzat profilozott részei terrakotta színűek voltak, ami teljes mértékben megfelel a pszeudo-mór építészeti stílus hatásának, amely ezen a mecseten is megjelenik. A felső párkány alatt gipszből készült díszítések találhatók, amelyek az Egyiptomban és Észak-Afrika területein előforduló mecsetek stilizált bordás végeit reprezentálják, amelyek a 20. század eleje óta ezen a vidéken épített osztrák-magyar épületekre jellemzőek. A mecsetnek nyolcágú csillagmotívumokkal díszített portálja volt, amelyeket az 1992-1995-ös háború után eltávolítottak. A mecset belsejét szúrákkal és a Korán verseivel ellátott táblák díszítették. A minaret alapvetően nyolcszögletű, és teljes egészében faragott mészkőtömbökből épült. A terepszintről fokozatosan a sherefa alatti szintre szűkül, és profilozott párkányzattal végződik.[13]

## Fordítás
- Ez a szócikk részben vagy egészben  a   Velika Kladuša című bosnyák Wikipédia-szócikk ezen változatának fordításán alapul.  Az eredeti cikk szerkesztőit annak laptörténete sorolja fel. Ez a jelzés csupán a megfogalmazás eredetét és a szerzői jogokat jelzi, nem szolgál a cikkben szereplő információk forrásmegjelöléseként.